# 히노 쇼헤이
히노 쇼헤이(火野正平, 1949년 5월 30일~2024년 11월 14일)은 사망한 일본의 배우이다.

## 출연 작품

### 드라마
- 《나라 훔친 이야기》 (1973년 드라마)　: 도요토미 히데요시
- 《신·필살 사치인》 (1977년)
- 《에도 프로페셔널·필살 장사꾼》 (1978년)
- 《날아라! 필살 우라 살인》 (1979년)
- 《풀이 타오르다》 (1979년 드라마)
- 《가부키모노 케이지》 (2015년 NHK)

### 영화
- 《복수는 나의 것 (1979년 영화)》 (1979년)
- 《에에자나이카》 (1981년)
- 《극도공포대극장 우두》 (2003년)
- 《꽃과 뱀 3》 (2010년)
- 《맥아더: 일본 침몰에 관한 불편한 해석》 (2012년) : 도조 히데키
- 《그곳에서만 빛난다》 (2012년)
- 《앨리 캣》 (2016년)
- 《요묘전: 레전드 오브 더 데몬 캣》 (2017년)
- 《그대들은 어떻게 살 것인가》 (2023년) - 큰 할아버지 역 (목소리)
- 《나의 행복한 결혼》 (2023년) - 츠루키 요시로 역
- 《라스트 마일》 (2024년) - 사노 아키라 역

### 다큐맨터리
- 《일본종단 마음의 여행》